# Чен Бо
Чен Бо (кин. 陈波，пин'јин: Chén Bō, јануар, 1970) кинески је дипломата. Чен Бо је била амбасадорка Народне Републике Кине у Републици Србији.

## Биографија
Диплому је стекла на Кинеском универзитету иностраних послова, а од 1992. године обавља послове у Министарству спољних послова НР Кине.
У периоду од 1992. до 1996. Чен Бо је радила у Дирекцији за Источну Европу и Централну Азију Министарства спољних послова НР Кине у служби аташеа. Наредне три године, до 1999. године је као трећа секретарка и аташе радила у Амбасади НР Кине у Савезној Републици Југославији. Од 1999. до 2004. поново је била распоређена у Дирекцију за Источну Европу и Централну Азију Министарства спољних послова као трећа секретарка и шеф одељења. Од 2004. до 2006. била је шеф одељења у Дирекцији за Европу Министарства спољних послова. Након ове дужности, Чен Бо 2006. године долази у Амбасаду НР Кине у Србији и наредне две године обавља дужност саветнице. Од 2008. до 2014. године била је саветница и заменица шефа Дирекције за Европу, а потом је годину дана била и заменица градоначелника града Тангшана у провинцији Хебеи.
Свој четворогодишњи мандат као амбасадорка Кине у Босни и Херцеговини обављала је од 2015. до фебруара 2019. године, када званично постаје амбасадорка НР Кине у Републици Србији све до 2023. године.
Додељен јој је Орден српске заставе првог степена.

## Приватни живот
Удата је и има ћерку.

## Награде и признања
- Орден српске заставе првог степена (2024)[9]